# إيفون موراي
ايفون موراي (بالإنجليزية: Yvonne Murray) (و. 1964  م) هي عداءة المسافات الطويلة بريطانية، شاركت في الألعاب الأولمبية الصيفية 1992، والألعاب الأولمبية الصيفية 1988، ودورة ألعاب الكومنولث 1994.

## جوائز
حصلت على جوائز منها:
- عضو رتبة الإمبراطورية البريطانية.

## روابط خارجية
- إيفون موراي على موقع الاتحاد الدولي لألعاب القوى (الإنجليزية)
- إيفون موراي على موقع اللجنة الأولمبية الدولية (الإنجليزية)
- إيفون موراي على موقع أوليمبيديا (الإنجليزية)
- إيفون موراي على موقع اللجنة الأولمبية البريطانية (الإنجليزية)
- إيفون موراي قاعة قاعة إسكتلندا للمشاهير الرياضية (الإنجليزية)